# フランシスコ・ペレス (野球)
フランシスコ・アルベルト・ペレス（Francisco Alberto Perez, 1997年7月20日 - ）は、ドミニカ共和国のロマ・デ・カブレラ出身のプロ野球選手（投手）。左投両打。MLBのアスレチックス所属。

## 来歴

### プロ入りとインディアンス時代
2014年12月12日に国際フリーエージェントとしてクリーブランド・インディアンスと契約を結びプロ入り。
2015年に傘下ルーキー級ドミニカン・サマーリーグ（DSL）のDSLインディアンスでプロデビュー。
2019年まではルーキー級、A-級、A級でプレー。
2020年は、新型コロナウイルスの感染拡大の影響でマイナーリーグが開催されなかったため、公式戦の出場機会はなかった。
2021年は、傘下AA級アクロン・ラバーダックスで開幕を迎え、6月20日にAAA級コロンバス・クリッパーズに昇格。8月9日にメジャー契約を結びアクティブ・ロースター入りし、8月12日のオークランド・アスレチックス戦でメジャーデビューを果たした。この年はメジャーで4試合に登板した。

### ナショナルズ時代
2021年11月5日にウェイバー公示を経てワシントン・ナショナルズに移籍した。このシーズンは10試合に登板し、防御率7.27という成績であった。2023年3月24日にリリースされた。

### アスレチックス時代
2023年4月21日にオークランド・アスレチックスとマイナー契約を結んだ。8月12日にメジャー契約を結んでアクティブ・ロースター入りした。

## 詳細情報

### 背番号
- 65 (2021年 - 2022年)
- 60 (2023年 - )